# У пошуках утраченого часу
«У пошуках утраченого часу» (фр. À la recherche du temps perdu) —  роман-епопея, головний твір французького письменника Марселя Пруста, створений ним протягом 1908/1909-1922 років й опублікований в семи частинах з 1913 по 1927 рік.

## Історія написання
Головні ідеї та мотиви твору вже присутні в романі «Жан Сантей» (1896–1899) та в незакінченій збірці есеїв «Проти Сент-Бева» (1908–1909). Систематично працювати над романом Пруст почав з 1909 року. 1911 року частина рукопису вже була передрукована, його початкова назва: «Мінливість серця. Втрачений час. Перша частина» (фр. Les Intermittence du coeur. Le Temps perdu. Première partie). 1912 року Пруст безуспішно пропонував рукопис у видавництві «Фаскель». Потім видавництво «Нувель Ревю Франсез» в особі Андре Жіда також забракувало рукопис. Ще одна відмова спідкала Пруста у видавництві Оллендорфф, аж поки видавництво Ґрассе не погодилося на публікацію роману. Водночас Пруст оголосив назву другої й останньої частини роману: «Віднайдений час» (фр. Le Temps retrouvé).
У листопаді 1913 року вийшов перший роман епопеї «На Сваннову сторону» (фр. Du côté de chez Swann), опублікований на власний кошт у видавництві «Ґрассе». Проте на вимогу видавця роман було надруковано лише в скороченому варіанті: Пруст змушений був вилучити майже 200-сторінковий уривок, який він пізніше включив до другого тому. Роман холодно зустріли читачі та критики. 1914 року Пруст здав до набору другу частину, яка спочатку називалася «Ґермантська сторона», та оголосив про третю частину «Віднайдений час». Проте Перша світова війна та особисті проблеми Пруста (насамперед зі своїм другом і секретарем Агостінеллі) змінили всі плани. Під час війни Пруст значно розширив свій твір.
На вимогу «Нувель Ревю Франсез» Пруст «по-дружньому» залишив Ґрассе й перейшов до Ґаллімара. 1917 року в «Нувель Ревю Франсез» вийшло нове видання «Сванна». Друга частина роману «У затінку дівчат-квіток» (фр. À l'ombre des jeunes filles en fleurs) була опублікована 1919 року й нарешті принесла Прустові визнання: у грудні того ж року він був удостоєний премії братів Гонкурів.
1920 року з'являється третя частина «Ґермантська сторона I», 1921 року — «Ґермантська сторона II» — «Содом і Гоморра I», а в червні 1922 року — «Содом і Гоморра II» в трьох томах. У листі до Ґастона Ґаллімара Пруст зауважив, що ця частина роману може розростися ще на п'ять-шість томів. Проте 18 листопада 1922 року Пруст помирає, виснажений тривалою хворобою.
Напередодні смерті Пруст передав видавництву виправлений машинопис «Полонянки». Він також устиг підготувати ще не правлений машинопис роману «Альбертина зникає». Окрім того серед паперів Пруста було знайдено рукопис останньої частини епопеї в шести зошитах, що завершується словом «кінець». Щоправда, цей рукопис не мав заголовку «Віднайдений час», але те, що остання частина роману називатиметься саме так, Пруст оголосив ще 1913 року. Таким чином на момент смерті Пруста роман був загалом завершений. Велику роботу з впорядкування й редагування рукописів Марселя Пруста провів його брат Робер.

## Структура
Роман складається з семи частин:
- На Сваннову сторону (Du côté de chez Swann, 1913)
- У затінку дівчат-квіток (À l'ombre des jeunes filles en fleurs, 1919) — Гонкурівська премія
- Ґермантська сторона (Le Côté de Guermantes, 1921/22)
- Содом і Гоморра (Sodome et Gomorrhe, 1921/22)
- Полонянка (La Prisonnière, 1923)
- Альбертина зникає (Albertine disparue, 1925)
- Віднайдений час (Temps retrouvé, 1927)

## Головні персонажі
- Марсель (оповідач) — єдиний син у одній заможній паризькій родині. Народився близько 1880 року. Має слабке здоров'я. Був закоханий у Жільберту Сванн, герцогиню Ґермантську та Альбертину Сімоне́. Переймався тривалими сумнівами про власний письменницький хист та про розтрачування свого часу. Мимовільний спогад про дитинство підштовхнув його до написання роману про власне життя. Цей роман став «віднайденим часом» Марселя.
- Мати Марселя — роман починається з бажання ще маленького Марселя, аби мати поцілувала його перед сном. Мати йде назустріч дитині й залишається спати в його кімнаті. Високоосвічена й комунікабельна пані з дещо консервативним світоглядом.
- Батько Марселя — працює в міністерстві закордонних справ. Виступає гарантом правил та законів у родині. Виступає втіленням супер-еґо домашнього життя.
- Батильда — бабуся Марселя. Подруга маркізи де Вільпаризі. Захоплюється листами мадам Севіньє. Як і мати Марселя, зазвичай іде назустріч усім побажанням свого внука. Помирає від серцевого нападу. Її смерть була однією з ключових подій в житті Марселя.
- Франсуаза — спершу кухарка у тітки Леонії в Комбре, а після її смерті — покоївка в домі Марселя.
- Шарль Сванн — заможній син біржового маклера єврейського походження. Великий знавець мистецтв та втілення елеґантності. У Комбре він має маєток Тансонвіль та відвідує родину оповідача, які зупиняються по сусідству. Закохується в кокотку Одетту де Кресі, з якою одружується. Кохання Сванна до Одетти стає синонімом нещасливої любові. Помирає від раку.
- Оде́тта де Кресі́ — красива пані не найкращої репутації, що завдяки психологічній грі добивається одруження з Шарлем Сваном. Організовує власний салон. Після смерті Сванна одружується з паном Форшвілем, а згодом стає коханою герцога Ґермантського.
- Жільбе́рта Сванн — донька Шарля і Одетти. Рудоволоса дівчинка привертає до себе увагу Марселя, який одразу закохується в неї. Пізніше одружується з Робером Сен-Лу, з яким має спільну доньку. Після тривалої паузи знову зав'язує дружбу з Марселем.
- Оріа́на — герцогиня Ґермантська, до шлюбу принцеса Лом. Одружена зі своїм двоюрідним братом Базеном. Одна з найелеґантніших і найдотепніших жінок Парижа.
- Герцог Ґермантський — на ім'я Базен, чоловік Оріани та брат барона Шарлюса.
- Паламе́д — барон Шарлюс, молодший брат герцога Ґермантського. Заможній і розумний аристократ зі схильністю до жорстокості. Спершу намагається досягти прихильності Марселя, оскільки має до нього гомосексуальні почуття, та згодом знаходить іншого друга — скрипаля Мореля. Під час Першої світової війни симпатизує німцям. У кінці роману постає безпорадним старцем.
- Робе́р — маркіз де Сен-Лу, молодий офіцер з родини Ґермантів. У Бальбеку зав'язує дружбу з Марселем. Після любовного зв'язку з акторкою Рашель одружується з Жільбертою Сванн. Має бісексуальні уподобання. Гине під час Першої світової війни.
- Альберти́на Сімоне́ — темноволоса, спортивна, дотепна, часом зухвала й не завжди щира дівчина із заможної родини. Марсель знайомиться з нею на відпочинку в Бальбеку. Одна з гурту «дівчат-квіток». Друге кохання Марселя. Гине внаслідок нещасного випадку.
- Пані Вердюре́н — надзвичайно багата пані, що разом зі своїм чоловіком опікується власним салоном.
- Альбер Блок — єврейський друг Марселя, який знайомить того з літературними колами та з борделями.
- Кота́р — лікар, популярний у вищому світі, вхожий до кола Вердюренів.
- Берґо́т — відомий письменник-романіст, яким захоплюється Марсель, що познайомився з ним у домі Сванна. Помирає від серцевого нападу під час споглядання в музеї однієї з картин Вермера.
- Ельсті́р — художник, що в молодості був вхожим до салону пані Вердюрен. Імпресіоністичні картини Ельстіра нагадують за описом полотна Клода Моне.
- Венте́й — вчитель гри на фортеп'яно, що живе відлюдником зі своєю лесбійською донькою в Монжуве, неподалік від Комбре. Мало хто знає, що він композитор. Соната Вентея, яка стала своєрідним гімном кохання Сванна і Одетти, звучить в салоні Вердюренів і захоплює Марселя.
- Берма́  — відома акторка, що виконує головну роль у постановці «Федри» Расіна. Марсель заочно захоплюється її театральним мистецтвом та розчаровується, коли вперше бачить її гру в театрі.

## Український переклад
Українською мовою роман переклав Анатоль Перепадя. Переклад був опублікований з 1997 по 2002 рік у видавництві «Юніверс».

## Різне
Номер 65 у Рейтингу 100 найкращих книг усіх часів журналу Ньюсвік.